# Arp 81
Arp 81, auch als VV 247 bezeichnet, ist ein wechselwirkendes Galaxienpaar im Sternbild Draco. Es ist etwa 290 Millionen Lichtjahre von der Milchstraße entfernt. Halton Arp gliederte seinen Katalog ungewöhnlicher Galaxien nach rein morphologischen Kriterien in Gruppen. Diese Galaxie gehört zu der Klasse Spiralgalaxien mit einem großen Begleiter hoher Flächenhelligkeit auf einem Arm.
Im NGC erhielten die Galaxien die Bezeichnungen NGC 6621 und NGC 6622. Die Galaxien wurden am 2. Juni 1885 entdeckt.